# Boom Boom (film)
Pour les articles homonymes, voir Boom Boom (homonymie).
Pour plus de détails, voir Fiche technique et Distribution.
Boom Boom est un film espagnol réalisé par Rosa Vergés, sorti en 1990.

## Fiche technique
- Titre français : Boom Boom
- Réalisation : Rosa Vergés
- Scénario : Rosa Vergés et Jordi Beltran
- Photographie : Josep M. Civit
- Production : Benoît Lamy et Rosa Romero
- Pays d'origine :  Espagne
- Genre : Comédie
- Durée : 90 minutes
- Date de sortie : 1990

## Distribution
- Viktor Lazlo : Sofía
- Sergi Mateu : Tristán
- Fernando Guillén Cuervo : Ángel
- Àngels Gonyalons : Eva
- Pepe Rubianes : Alfredo
- Pepa López : Srta. Marta
- Àngel Jové : Mauricio
- Inés Navarro : Sebastiana
- Bernadette Lafont : Alexandra
- Gemma Cuervo : Madre de Ángel
- Ann Petersen
- Manuel Huerga : Cliente (non crédité)